# 714-та піхотна дивізія (Третій Рейх)
714-та піхотна дивізія (Третій Рейх) (нім. 714. Infanterie-Division) — піхотна дивізія Вермахту, що входила до складу німецьких сухопутних військ у роки Другої світової війни.

## Історія з'єднання
714-та піхотна дивізія була створена 1 травня 1941 року з резервних підрозділів I військового округу вермахту в районі Праги як піхотна дивізія 15-ї хвилі мобілізації для виконання окупаційних цілей.
Після завершення формування дивізія наприкінці травня 1941 року була передислокована до Югославії, де використовувалася як окупаційна сила. Незабаром після прибуття почалися перші бої проти партизанів. 8 вересня 1941 року дивізія діяла західніше від Дірни. 22 жовтня 1941 року бої розгорнулися за 25 км на північ від Бору. Потім дивізія зачищала територію на південь від Паланки. 24 жовтня 1941 року частини дивізії спалили місто на південь від Великої Плани. Бої в цьому районі тривали наступні дні. На початку листопада 1941 року дивізія перебувала в районі Пожареваца, а в середині вересня — на північний схід від Крагуєваца.
З 25 листопада дивізія брала участь в Ужицькій операції. Ужице було столицею краю, звільненого сербськими партизанами від окупантів. У той час як 342-га піхотна дивізія з Валєво наступала двома маршовими колонами, одна прямо на південь до Ужице, а з іншого боку вздовж Дірни із заходу до Ужице, частини 714-ї піхотної дивізії наступали з Аранджеловаца на Чачак до Ужице. Операція тривала до 4 грудня. Ця операція вперше стала великим військовим успіхом німецьких військ, було захоплено велику кількість зброї і партизанська республіка була знищена. Проте рештки партизанських загонів змогли відійти на південь.
На початку лютого 1942 року дивізія очистила від югославських партизанів район на південний захід від Валєво. З середини лютого 1942 року дивізія була дислокована разом з 717-ю піхотною дивізією в районі Валєво — Чачак. У червні 1942 дивізія діяла в районі Лайковаца і Мілановаца.
У період з 26 червня по 18 липня 1942 року дивізія брала участь в операції «Козара», підтримуючи хорватські частини в районі Козари. З 23 липня по 3 серпня 1942 року відбулися «зачистки» західної Козари, яку вже прочесали 1-ша і 2-га хорватські гірські бригади. Партизанські загони, що базувалися тут, зазнали великих втрат. Потім дивізія перемістилася до Боснії. З 24 вересня 1942 року точилися бої за містечко Яїце та територію на південь від міста, яке було завойоване 4 жовтня 1942 року.
Щоб остаточно знищити партизанську державу, яка сформувалася під проводом Тіто навколо Бихача, німецьке керівництво спланувало операцію «Вайс I». Задумом операції було швидке просування 7-ї дивізії СС «Принц Ойген» з Карловаца та 717-ї піхотної дивізії з Баня-Луки / Мрконіч-Града. Передові підрозділи двох дивізій мали зустрітися приблизно на рівні Кляча й таким чином оточити партизанів у районі Грмець-Планини. У своїй першій місії на Балканах 369-та піхотна дивізія повинна була просунутися з півночі через Прієдор до Босанського Петроваца і там з'єднатися з лівим крилом 7-ї дивізії СС «Принц Ойген». 714-та піхотна дивізія була введена в простір між 369-ю та 717-ю піхотними дивізіями. Частини 3-х італійських дивізій також брали участь у забезпеченні правого флангу 7-ї дивізії СС «Принц Ойген». Операція почалася 20 січня і завершилася 8 лютого 1943 року. Проте кільце навколо партизанів не вдалося швидко зімкнути, тому партизанські загони знову змогли втекти на південь. Наказом ОКГ від 17 березня 1943 року 1 квітня 1943 року дивізія була перейменована на 114-ту єгерську дивізію.

## Командування

### Командири
- генерал-майор, згодом генерал-лейтенант Фрідріх Шталь (1 травня 1941 — 1 січня 1943)
- генерал-лейтенант Йозеф Райгерт (1 січня — 20 березня 1943)
- генерал гірсько-піхотних військ Карл Егльзер (20 — 31 березня 1943)

## Райони бойових дій
- Німеччина (травень — червень 1941)
- Югославія (червень 1941 — квітень 1943)

### Підпорядкованість
| Час      | Корпус                         | Армія | Група армій (округ) | Штаб                       |
| -------- | ------------------------------ | ----- | ------------------- | -------------------------- |
| 1941     |                                |       |                     |                            |
| червень  | XI ак                          | 2 А   |                     | Сербія                     |
| липень   | LXV КоП                        | 12 А  |                     | Сербія                     |
| 1942     |                                |       |                     |                            |
| січень   | LXV КоП                        | 12 А  |                     | Сербія                     |
| квітень  | Командування вермахту у Сербії | 12 А  |                     | Сербія                     |
| 1943     |                                |       |                     |                            |
| січень   | Командування вермахту у Сербії | 12 А  |                     | Незалежна Держава Хорватія |
| березень | Командування вермахту у Сербії |       | Група армій «E»     | Незалежна Держава Хорватія |

## Склад
| 1941                                                       |
| ---------------------------------------------------------- |
| 721-й піхотний полк                                        |
| 741-й піхотний полк                                        |
| 661-й артилерійський дивізіон                              |
| 714-й комплект дивізійних частин забезпечення та підтримки |